# Бораве
Бораве (пол. Borawe) — село в Польщі, у гміні Жекунь Остроленцького повіту Мазовецького воєводства.
Населення — 918 осіб (2011).
У 1975-1998 роках село належало до Остроленцького воєводства.

## Демографія
Демографічна структура станом на 31 березня 2011 року:
|          | Загалом | Допрацездатний вік | Працездатний вік | Постпрацездатний вік |
| -------- | ------- | ------------------ | ---------------- | -------------------- |
| Чоловіки | 458     | 101                | 316              | 41                   |
| Жінки    | 460     | 97                 | 269              | 94                   |
| Разом    | 918     | 198                | 585              | 135                  |